# Hafrsfjord
Hafrsfjord est un fjord situé près de Stavanger et Sola en Norvège, s'étirant sur neuf kilomètres.

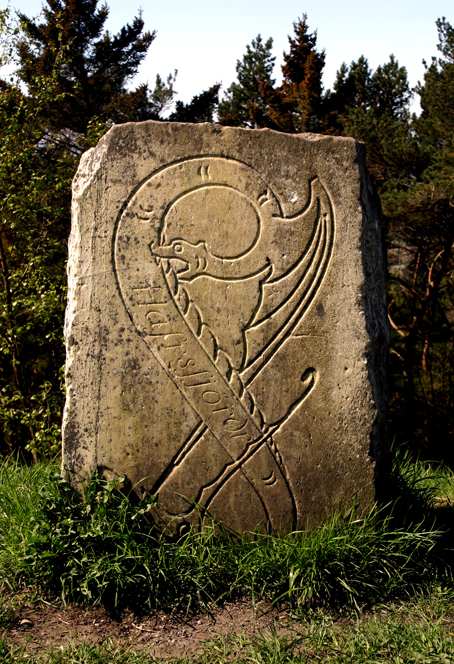
Pierre d'Hafrsfjord

En 872, la bataille navale de Hafrsfjord s'y est déroulée, menant à l'unification des royaumes de Norvège en un seul pays.
En 1983, trois épées monumentales ont été élevées sur le site de Møllebukta, représentant les trois royaumes qui participèrent à la bataille navale. Le monument, créé par Fritz Røed, s'appelle Sverd i fjell (Les Épées sur les rochers).
Début juin 2012, un hydravion allemand Heinkel He 115 a été remonté des eaux du fjord où il gisait depuis la Seconde Guerre mondiale.
Hafrsfjord est aussi le nom d'un quartier de la ville de Stavanger, d'une population de 4 003 habitants, sur une surface de 5,78 km2.